# 自動防漏燃料タンク

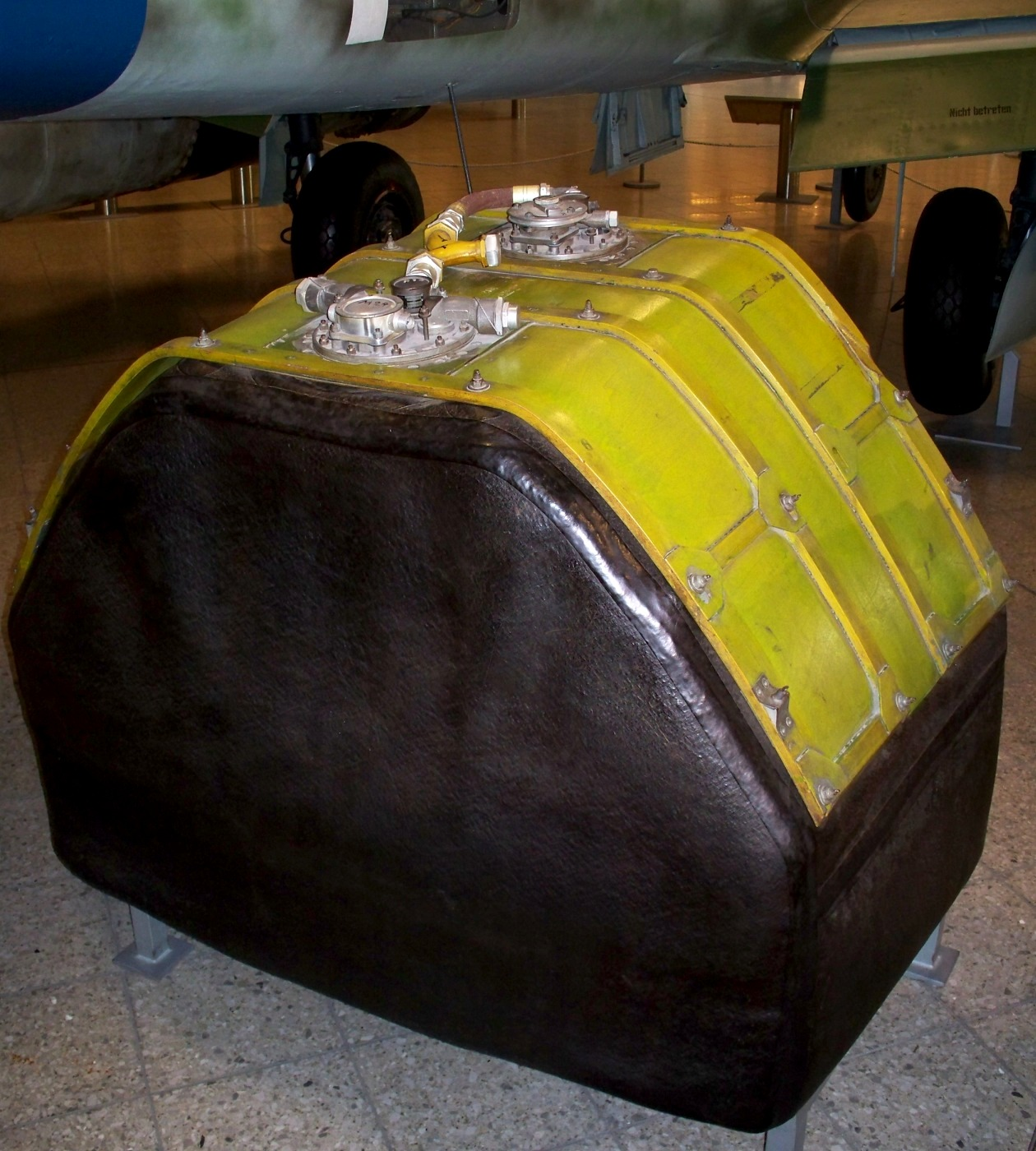
Me 262の自動防漏燃料タンク

自動防漏燃料タンクは燃料タンクの一種で、燃料の漏洩を防止して損傷を受けた後に着火するのを防止するもので、一般的に航空機の燃料タンクや燃料ブラダーで使用されている。
一般的な自動防漏タンクは加硫ゴム、燃料に触れると燃料を吸収して膨張して広がる未加硫の天然ゴムという複数のゴムの層と補強布からできている。燃料タンクに穴が開くと、燃料がこの層に染み込み、未加硫の層が膨らむことで穴を塞ぐことができる。

## 歴史

### 第一次世界大戦
1917年2月7日にジョージ・J・マードックが "War Aeroplane Fuel Tanks" という特許を出願したが、1918年2月6日に連邦取引委員会からこの発明についての議論や出版を秘密するよう命令を受け、一時的に妨げられたこの命令は1918年9月26日に米国特許商標庁によって取り消され、マードックは最終的に1921年8月9日に米国特許第1,386,791号 "Self-Puncture Sealing Covering for Fuel-Containers" を取得した。グレン・L・マーティン・カンパニーによって製造された軍用機にこの自動防漏燃料タンクが採用された。
ハワード・ヒューズは1938年の世界一周飛行で燃料タンクに天然ゴムを使用した。

### 第二次世界大戦
戦前と大戦初期のより新しい世代の航空機では、自動防漏タンクが燃料漏れおよび火災による損傷を最小限にするために使用された。通常の燃料タンクでは銃撃されると燃料が急速に漏洩する。これは航空機の航続距離を縮めるだけではなく、重大な火災の危険性も有していた。破損した燃料タンク自体も破裂して機体を損傷したり、飛行特性に重大な影響を与える可能性がある。
航空機の燃料タンクに単純に装甲板を追加することは重量の制限から現実的ではなく、破損したタンクからの燃料漏れを止める方法が必要であると考えられた。
燃料タンクを保護する初期の試みは、金属製のタンクの内側または外側を、穴が開くと膨張する素材で覆うというものだった。しかし、研究の結果として弾丸がしばし横転して大きな射出口を作ることから、弾丸の入口よりも出口が大きな問題となることが明らかになった。この種のタンクの最も初期のものは、ファイアプルーフ・タンクス株式会社（1939年設立）によってポーツマス空港で製造された。これらのタンクはフェアリー バトル軽爆撃機に最初に搭載され、別のものがスーパーマリン スピットファイアやホーカー ハリケーンなどの戦闘機や、アブロ ランカスター重爆撃などのより大型の飛行機に搭載された。ヘンダーソン・セイフティー・タンク・カンパニーは、マイルズ マスター練習機に標準搭載された耐衝撃性の自動防漏式の燃料および潤滑油タンクを供給した。
ドイツの航空機設計者は、戦争初期のユンカース Ju 88の自動防漏タンクに、革の上にゴムを重ね、その内側に繊維を加工したものを使用した
。

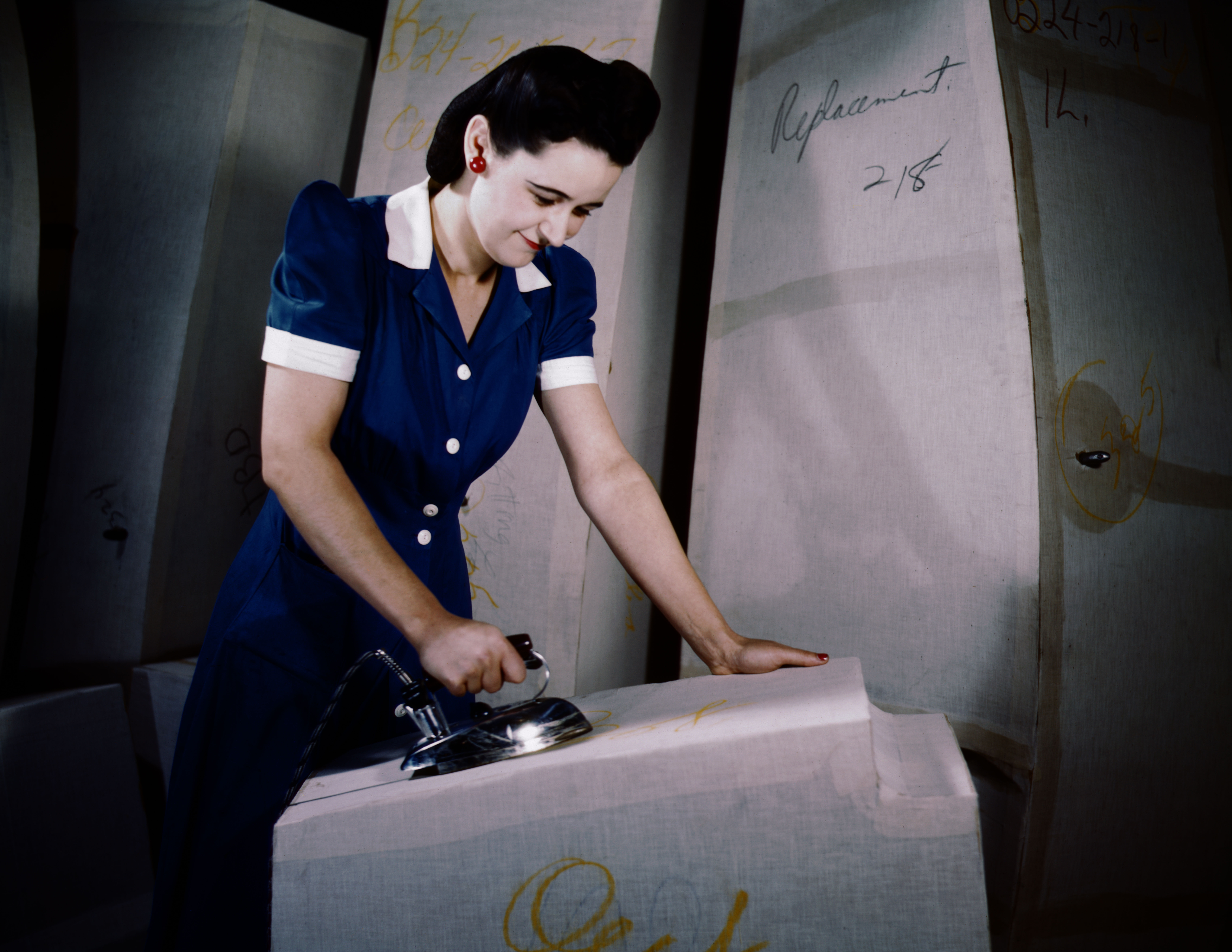
グッドイヤー社での自動防漏燃料タンクの製造、1941年

アメリカ合衆国では、戦争中に自動防漏燃料タンクの開発に関わった数多くの企業の一つであるUSラバー社（後のユニロイヤル）のエルンスト・エガーが1941年に自動防漏燃料タンクの設計で特許を取得した。ファイアストン・タイヤ・アンド・ラバー社の主任化学者であるエルモ・E・ハンソンは1941年1月21日に米国特許第2,404,766号の自動防漏燃料タンクの特許を出願した。グッドイヤー社の化学者ジェームズ・メリルは、金属製の外殻ないし航空機の主翼の裏地に包まれた2層のゴムの複合材を使用した自動防漏タンクの製造方法を改良し、テストに成功したことから1941年に特許を出願した（公開は1947年）。1942年に、ハンソンは軍需生産委員会から表彰され、グッドイヤー製のタンクはその後もグッドイヤーが製造したヴォート F4U コルセアや、その他の航空機に搭載された。1942年までにファイアプルーフ・タンクス社は、スーパーマリン スピットファイアの航続距離延長タンクとして初めての柔軟な燃料ブラダーを開発した。このタンクは加硫ゴムなどの自動防漏素材を積層し、燃料の漏洩を最小限にするためになるべく少ない縫い目で作られていた。
初期のテストで衝撃で燃料タンクが過圧状態になることがわかったので、自動防漏燃料タンクは吊り下げられ、破裂することなく衝撃を吸収できるようにしていた。大戦中のアメリカ海軍の燃料タンクは12.7 mm弾や、20 mm機関砲弾にも耐えることができた。
しかしながら、全ての機体がこの比較的新しい発明を搭載していたわけではない。自動防漏タンクは非対応のタンクと比べて重く、容量も少なくなる傾向があった。そのかわり、自動防漏タンクを搭載した航空機は、従来の燃料タンクを搭載した航空機よりもはるかに大きな損傷に耐えることができた。太平洋戦争での戦訓では、自動防漏燃料タンクを装備したアメリカ軍機は、零戦などの自動防漏燃料タンク非装備の軽装甲の日本軍機よりも損傷に耐えることができた。
同じ原理が航空機の自動防漏燃料菅にも適用されている（MIL-PRF-7061C）。

## 現代の利用
アメリカ軍のほとんどのジェット戦闘機および回転翼機では自動防漏タンクが使用されている。軍用回転翼機の燃料タンクはクラッシュワージネス機能も合わせ持たされている。高高度では燃料タンクが加圧されるため、自動防漏にするのが困難になる。最近の技術は、タンクに不活性の気泡を詰めて爆発を防ぐことができるようになった。この気泡は連続気泡で、タンク内の残燃料の上の燃料ガスを数千の小さな空間に効果的に分割するため、個々の気泡の中には燃焼に必要な燃料蒸気が含まれなくなる。この気泡はまた、燃料のスロッシングを低減するのにも貢献する。この技術の主な製造者はハッチンソン、アムフュール（ゾディアック、旧ファイアストン）、メギット（旧グッドイヤー）、ロバートソン・フュール・システム、GKN USAおよびFPTインダストリーズである。FPTは現在はGKNの一部となっている。軍用では、タンクはMIL-DTL-27422（クラッシュワージネスが必要なもの）ないしMIL-DTL-5578（クラッシュワージネスが要求されないもの）を取得している必要がある。航空機の燃料タンクは相互結合された燃料セルで構成されている場合がある。相互結合ホースも通常は自動防漏となっている。
軍用機に加えて、アメリカ海兵隊のLAV-AT装甲車などの軍用車両でも自動防漏燃料タンクが使用されている。自動防漏燃料タンクを使用している特筆すべき非軍用車両としてはジョン・F・ケネディのSS-100-X以来のアメリカ合衆国大統領専用車がある。
軍事技術を利用した自動防漏燃料タンク（安全タンク）は、ある種のモータースポーツのカテゴリーでは使用が求められている。